# Bathyplectes crassifemoralis
Bathyplectes crassifemoralis är en stekelart som beskrevs av Tohru Uchida 1942. Bathyplectes crassifemoralis ingår i släktet Bathyplectes och familjen brokparasitsteklar. Inga underarter finns listade.